# ヴォアザン計画

ヴォアザン計画のモデル

ヴォアザン計画 (フランス語: Plan Voisin) は、1925年にフランスの建築家、ル・コルビュジエが設計したパリの再開発計画である。セーヌ川右岸に広がるパリ中心部の広大な地域を再建する計画で、実現こそしなかったものの、コルビュジエの代表作の1つとされ、その理論は世界各地の多くの計画に影響を与えている。

## 背景

### 現代都市計画

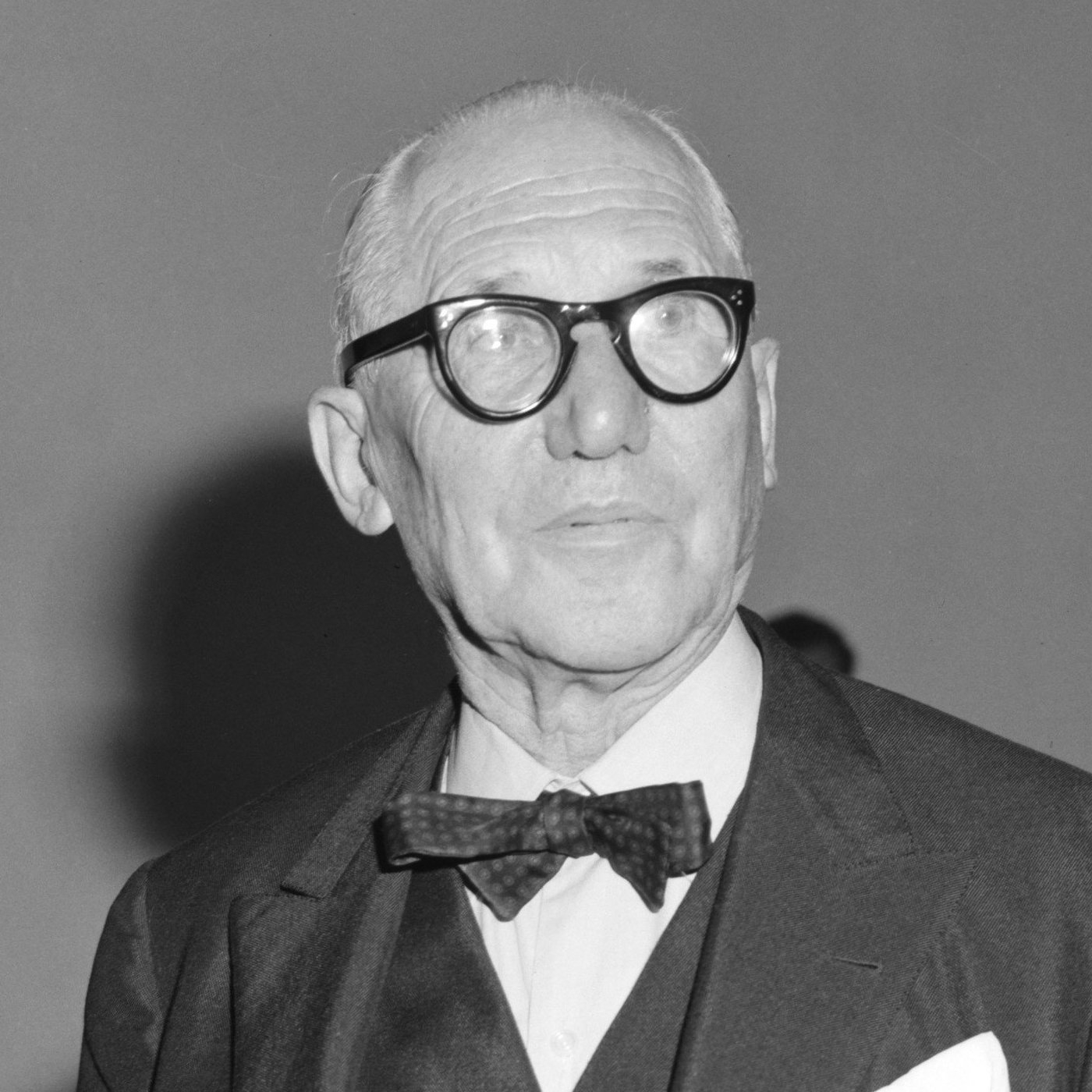
ヴォアザン計画を提唱したル・コルビュジエ

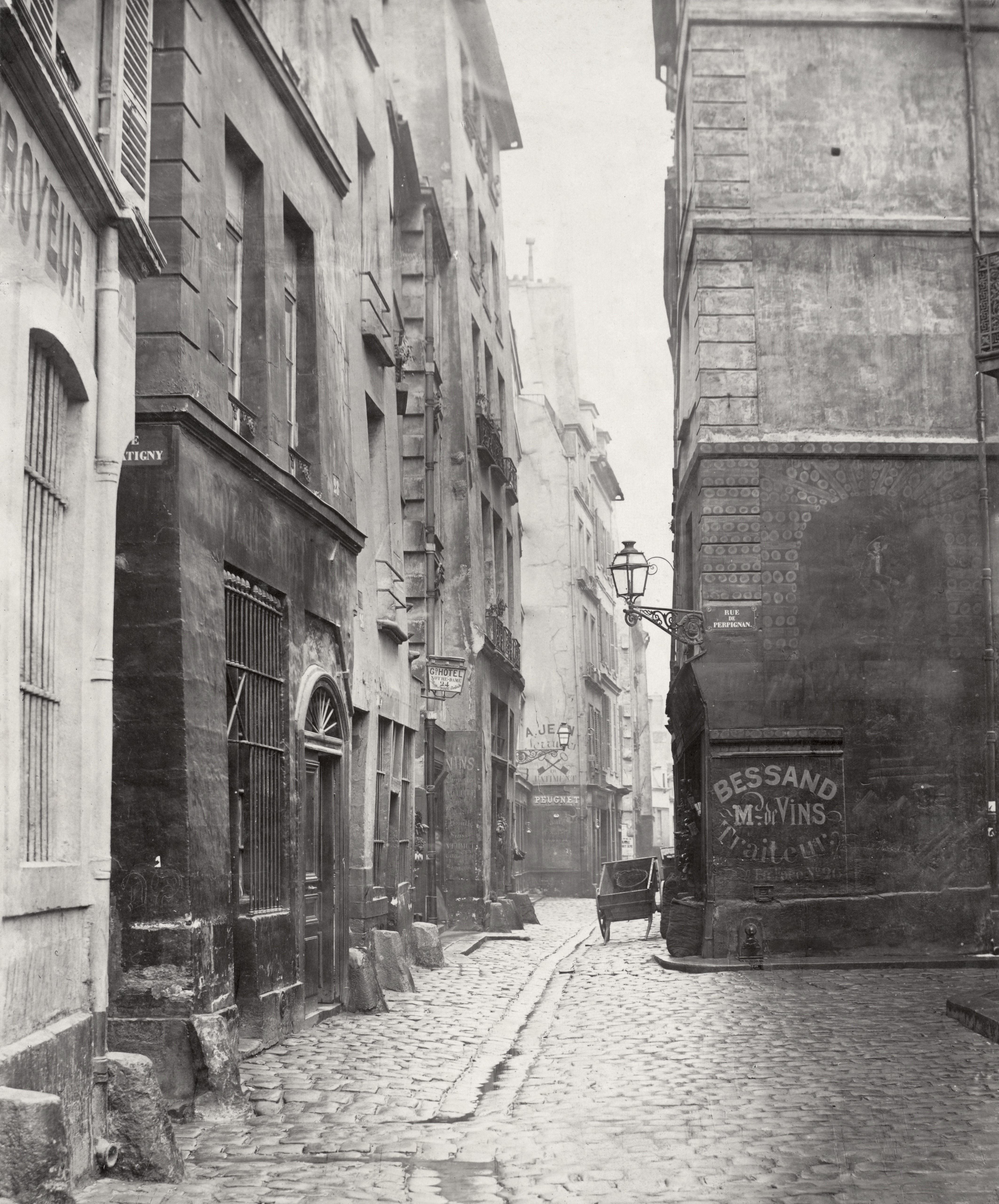
19世紀のパリ市街

1922年、ル・コルビュジエは、パリで開催される展覧会、サロン・ドートンヌにおいて、「現代都市 (Ville Contemporaine)」計画を発表し、超高層ビル群に300万人の住人を収容するという都市構想を発表した。展覧会の後もこの計画は進展をみせ、非現実的な構想から具体的な案へと発展した。コルビュジエの友人で、当時航空機・自動車の開発を行っていたガブリエル・ヴォアザンは、コルビュジエの最先端のデザイン感覚を賞賛し、この案を支援した。

### 動機
ル・コルビュジエがヴォアザン計画を立案した動機には、パリの都市設計への不満があった。
19世紀末のパリは、上流階級の人々が郊外に移り住む一方、ブルジョワジーの多くは中心市街地に留まっていた。そのため、地価の高騰に押されるようにして、貧しいパリ市民は郊外の粗末な小屋に出て行かざるを得なかった。さらに、ジョルジュ・オスマンが行ったパリ改造によって、富裕層と貧困層の居住区が大通りで分断され、経済格差の広がりつつあった。
パリの貧民街では、衛生状態の悪化により病気が蔓延し、特に結核は、市内のスラム街で集中的に流行していた。

## 特徴
ヴォアザン計画は、18棟の均一な超高層ビルが、道路と公園の広がる平地に一様に配置されたものであった。これらの超高層ビルは、コルビュジエ自身の「ユニテ・ダビタシオン（職住一体の空間）」というモデルに従っており、初期のブルータリズムに影響を与えている。260ヘクタールの敷地に78.000人の居住者を収容することができる一方、既存市街地のような密集を避け、計画敷地面積のうち市街地は12%に留められている。このうち49%が住居用で、残りの51%が他の用途に割り当てられている。また、オープンスペースの3分の1は自動車用で、残りは歩行者のためのものとなっている。
コルビュジエは、ニューヨークのダウンタウンに代表される密集した市街地を「悪夢」と批判する一方、ヴォアザン計画のような構想を推し進めた。自動車交通に対応し、馬車が交通を妨げるのを防ぐため、道路は広く設計されており、道路と並行して歩行者用の並木道が整備された。この並木道を囲むように高層ビルが配置され、地上階に置かれたカフェやショップ、オフィスなどから、ビルへと接続するような構造となっていた。ビルの上階を占める居住空間は「ドミトリー」と表現されている。

## 批評

### パリ市による拒否
ヴォアザン計画はあまりに急進的であるため、最終的にはパリ市によって拒否されることになった。一般市民がこの計画を支持していたかは明白ではないが、ル・コルビュジエはマニフェストや定期刊行物を通じてその考え方を広め、当時の実業家や前衛芸術家たちにはよく読まれた。また、パリ万国博覧会にも出品され、世界に向けても理念が発信された。

### 功績
ヴォアザン計画は、ル・コルビュジエによって提案された最初の都市計画であり、その理論は世界におけるモダニズム都市主義の普及にとっても重要であった。特に、この計画で提案された、相対的な建築面積の小さい開放的な高層居住棟は、各地の計画に取り入れられた。パリ郊外のドランシーに建設された高層集合住宅団地シテ・ド・ラ・ミュエットは、ヴォアザン計画の手法を忠実に模倣したものである。1941年から1944年にかけてナチス・ドイツにより強制収容所（ドランシー収容所）として転用され、67,000人以上のユダヤ人がここからアウシュビッツに送られた。
また、パリのビジネス街、ラ・デファンスは、ヴォアザン計画から影響を受けており、コンクリートを主とする構造は、ル・コルビュジエの計画と非常に類似している。
ヴォアザン計画は、戦後、1945年から1980年にかけて、ヨーロッパで起こった建設ブームにおいて、広く参照された。この時期、農村から都市への移住や旧植民地からの移民により、都市開発が急速に進み、モダニズムの高層住宅は、そのシンプルさと高い収容力ゆえ、このような急速な発展に対して適用性があった。そのため、パリ郊外ではこうした建築が広く見られるようになった。こうした理念は、機能的でモダンな都市計画のあるべき姿を示した、1947年のアテネ憲章にもまとめられている。
国際的にみても、ヴァオザン計画やアテネ憲章の影響を受けた都市計画は多い。一例として、ブラジルの首都として建設された計画都市、ブラジリアがある。また、アテネ憲章からインスピレーションを受けたオランダ、レーワルデンのレクメレンド住宅にも大きな影響を与えている。1990年代まで、犯罪と貧困の代名詞ともなっていたレクメレンド地区は、コルビュジエからヒントを得て、生活環境を改善するためもともと存在した建物のほとんどを取り壊した。不評だったレクメレンドという地名は、「フレイヘイツウェイク」に改名された。

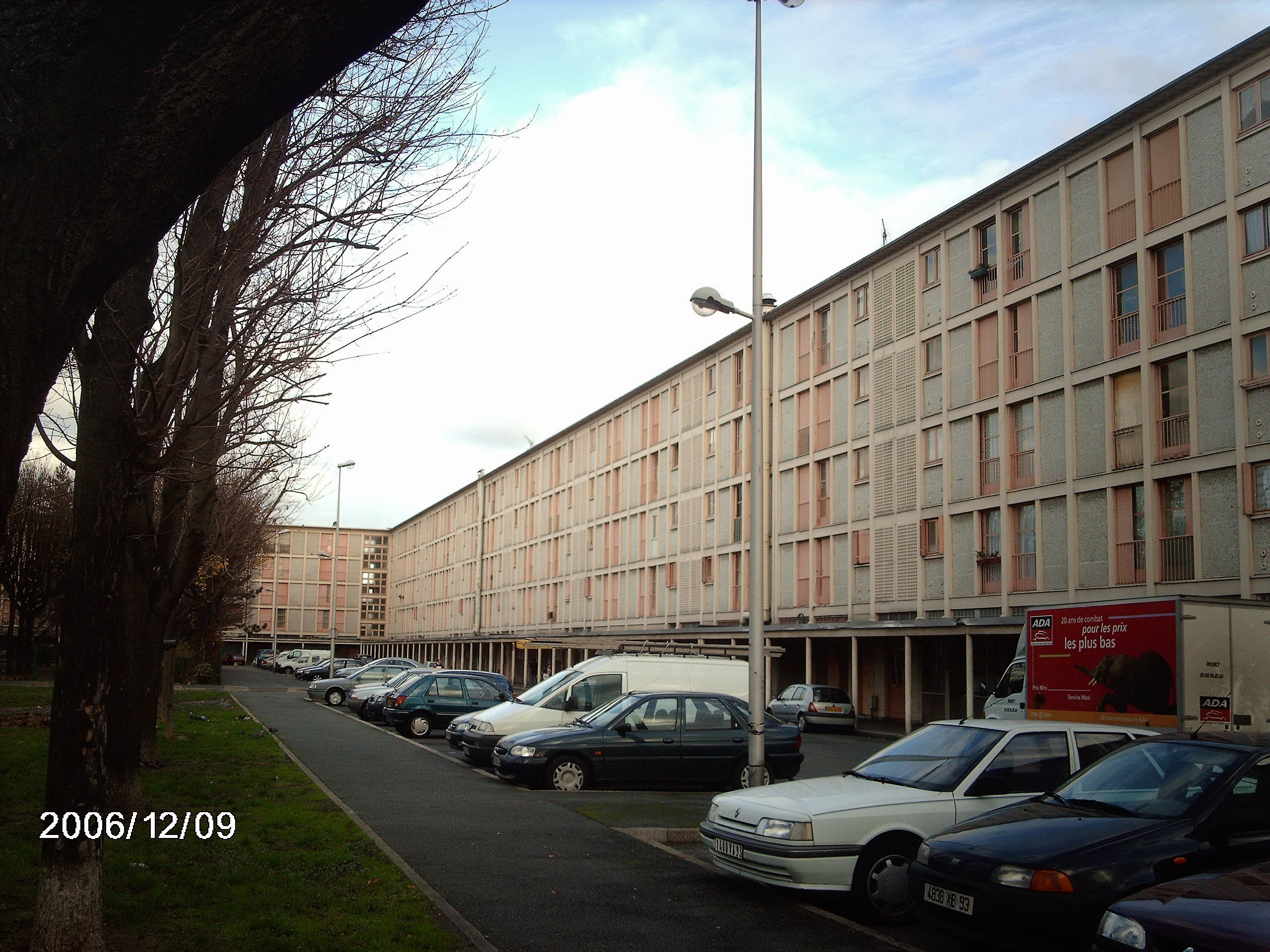
ドランシー収容所
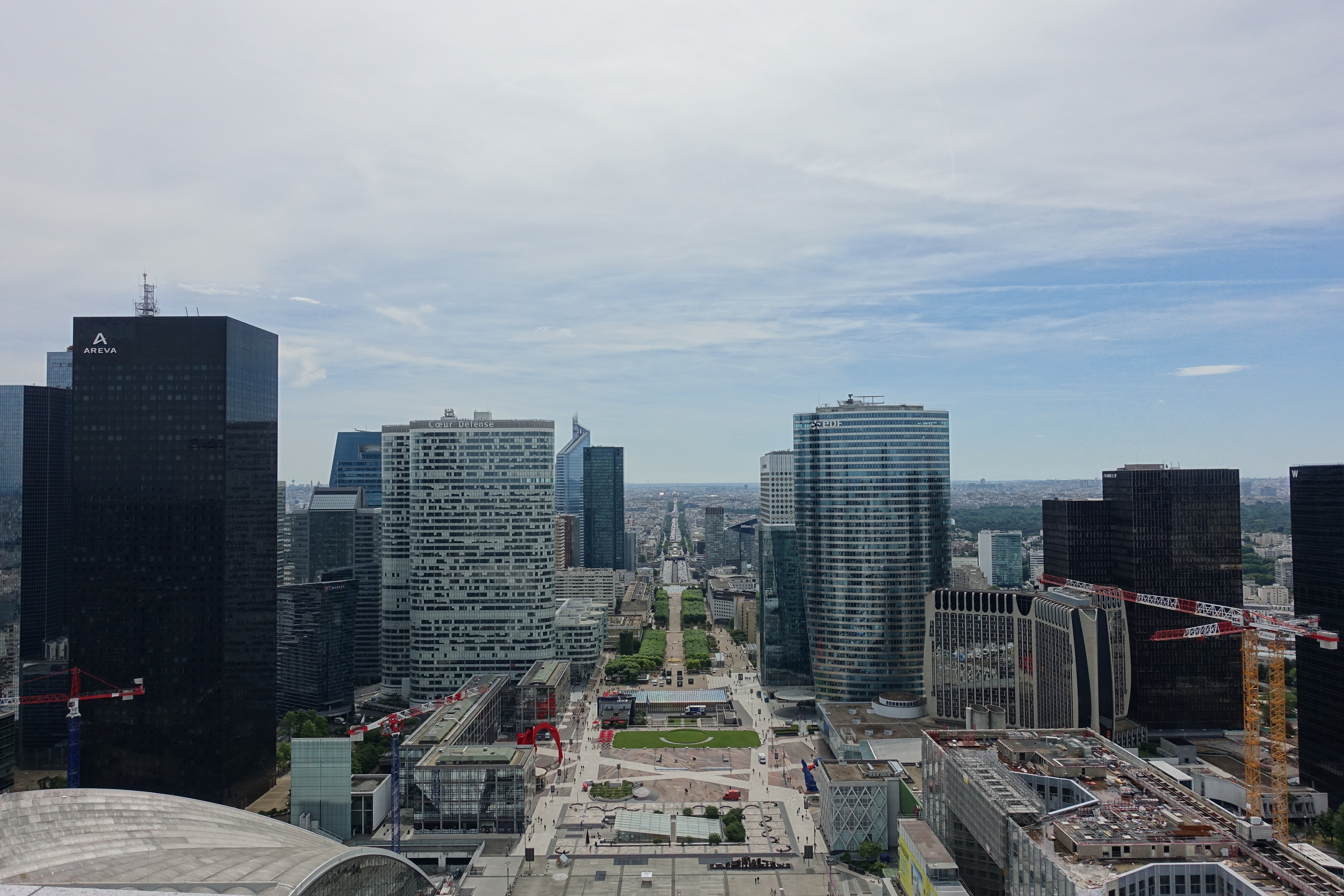
ラ・デファンス地区
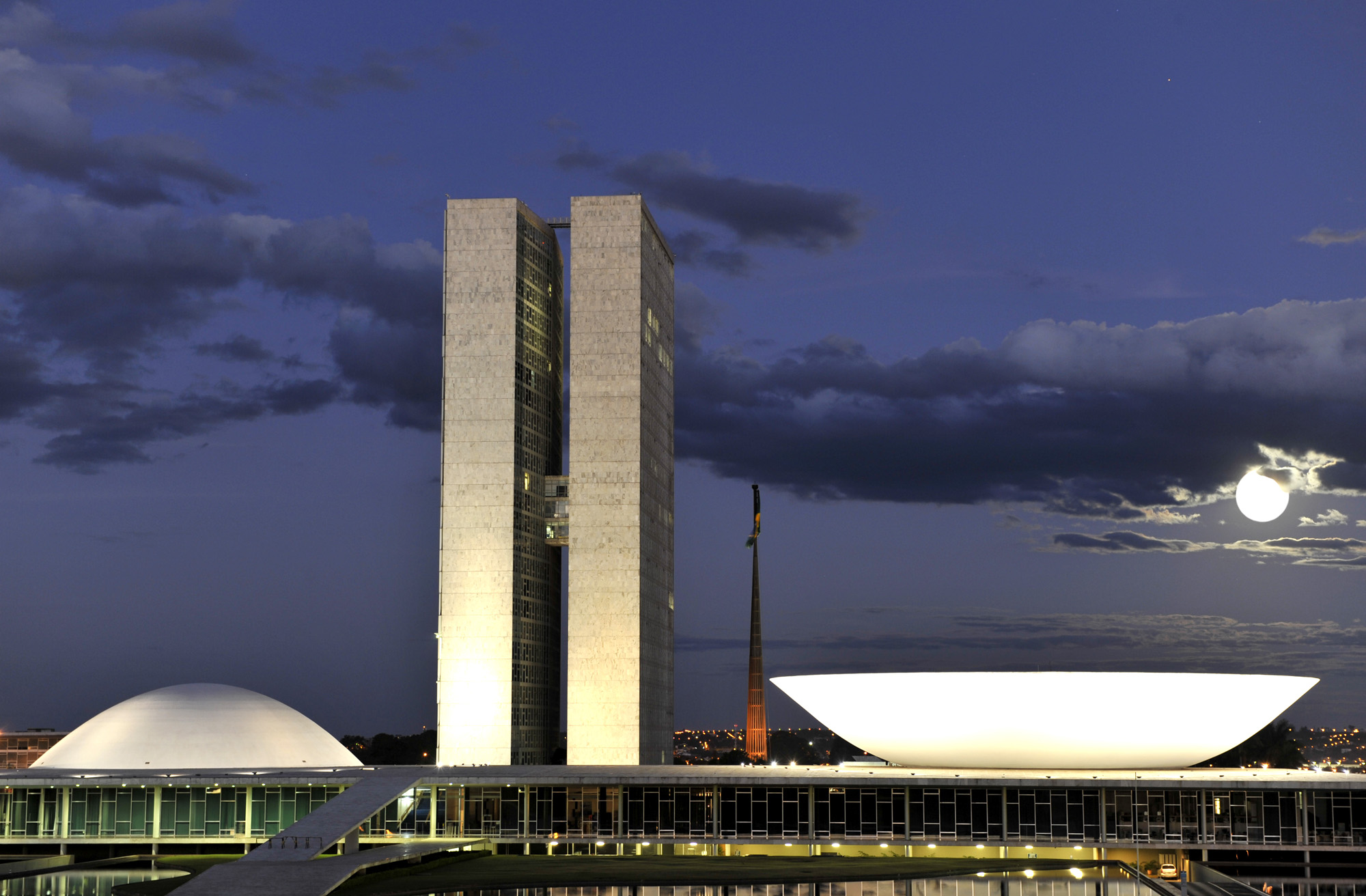
ブラジリア